# Mouvement islamique armé
Pour les articles homonymes, voir MIA.
Le mouvement islamique armé (MIA) est une organisation armée islamique algérienne, qui combattit les forces gouvernementales une première fois dans les années 1980 et à nouveau dans les années 1990.

## Première période
Son dirigeant est Mustapha Bouyali.

## Seconde période
Son premier dirigeant est Abdelkader Chebouti. Le mouvement devient actif au début 1992, après l'interruption des élections algériennes à l'assemblée nationale de 1991.